# Thomas Eagleton

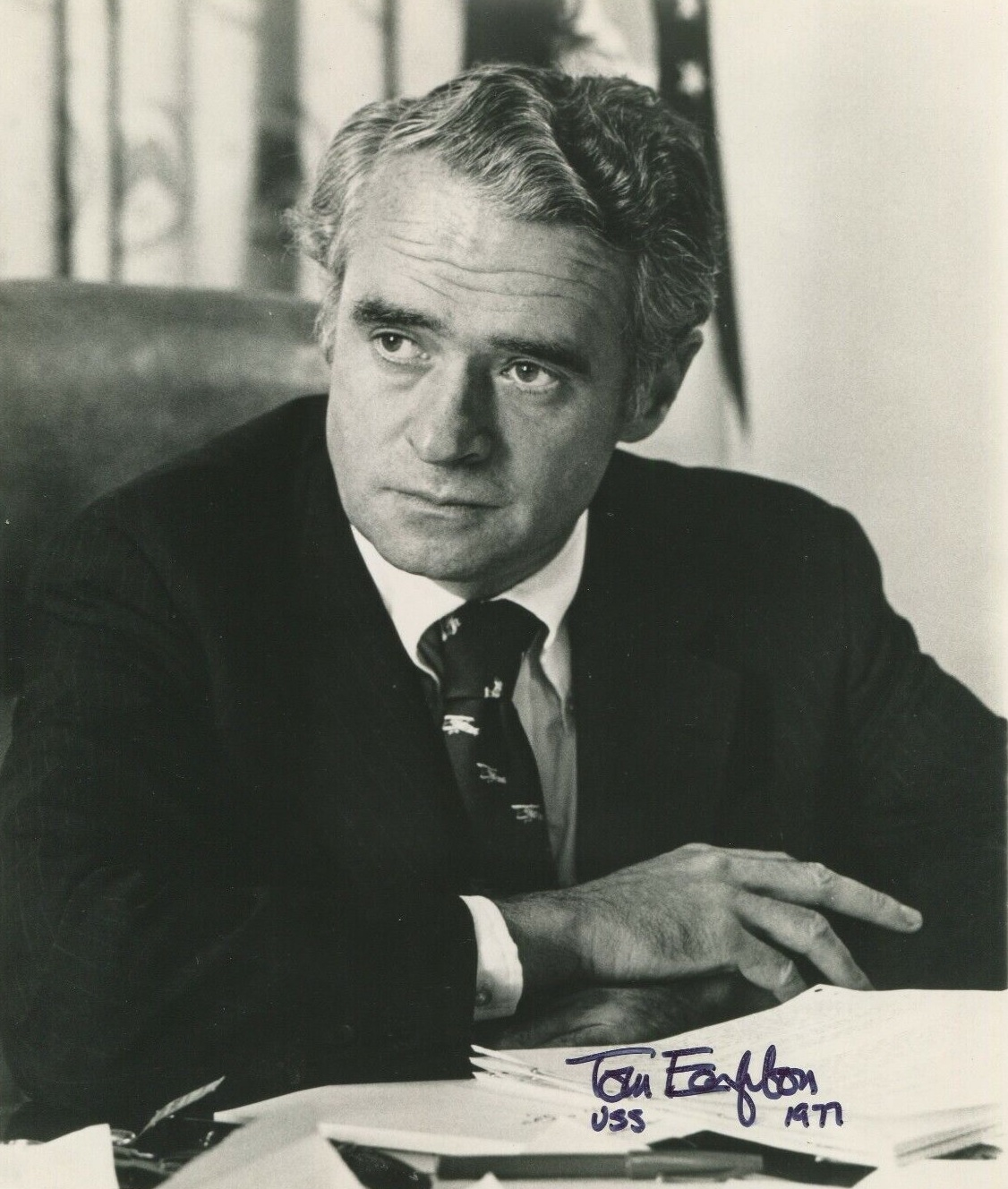
Thomas Eagleton

Thomas Francis Eagleton (* 4. September 1929 in St. Louis, Missouri; † 4. März 2007 ebenda) war ein US-amerikanischer Politiker. Zwischen 1968 und 1987 vertrat er den Bundesstaat Missouri im US-Senat. Außerdem war er von 1965 bis 1968 Vizegouverneur seines Staates.

## Werdegang
Thomas Eagleton absolvierte die St. Louis Country Day School und diente danach in den Jahren 1948 und 1949 in der United States Navy. Danach studierte er bis 1950 am Amherst College. Nach einem anschließenden Jurastudium an der Harvard University und seiner im Jahr 1953 erfolgten Zulassung als Rechtsanwalt begann er in seinem neuen Beruf zu arbeiten. Im Jahr 1956 wurde er Bezirksstaatsanwalt in St. Louis. Politisch schloss er sich der Demokratischen Partei an. Zwischen 1961 und 1965 bekleidete er das Amt des Attorney General seines Staates. Dann war er dort von 1965 bis 1968 Vizegouverneur.
Bei den Wahlen des Jahres 1968 wurde Thomas Eagleton als Kandidat seiner Partei in den US-Senat gewählt. Dabei setzte er sich in den Vorwahlen gegen den bisherigen Amtsinhaber Edward V. Long durch, der dann am 27. Dezember 1968 sein Mandat aufgab. Daher konnte Eagleton bereits am 28. Dezember sein neues Amt antreten und bis zum 3. Januar 1969 zunächst die unvollendete Amtszeit Longs beenden, um dann seine eigene beginnen, welcher der Wahlsieg gegen den Republikaner Thomas B. Curtis vorausgegangen war. Nach zwei Wiederwahlen konnte er bis zum 3. Januar 1987 im Senat verbleiben. Im Vorfeld der Präsidentschaftswahlen des Jahres 1972 war Eagleton vom demokratischen Kandidaten George McGovern als Kandidat für die Vizepräsidentschaft vorgesehen. Nachdem aber bekannt wurde, dass Eagleton unter einer depressiven Erkrankung litt, die er zuvor verschwiegen hatte, musste er als Vizepräsidentschaftskandidat zurücktreten. Er blieb aber weiterhin US-Senator.
Nach dem Ende seiner Zeit im Kongress praktizierte Eagleton wieder als Anwalt. Außerdem wurde er als Kommentator politischer Ereignisse bekannt. Darüber hinaus war er Professor an der Washington University in St. Louis. Nach seinem Tod am 4. März 2007 überließ er seinen Körper dieser Universität für Forschungszwecke.